# Aero Spacelines
Aero Spacelines, Inc. era una fabricante de aeronaves desde 1960 a 1968 que convirtió Boeing 377 Stratocruisers en la famosa línea de aviones Guppy, rediseñados para transportar carga de gran tamaño como vehículos de exploración espaciales.

## Historia
Aero Spacelines fue formada con solo un cliente en  mente: la Administración Nacional de Aeronáutica y el Espacio. La NASA necesitaba transportar carga de gran tamaño de plantas manufactureras como la Instalación de Ensemblaje de Michoud en Nueva Orleans, Luisiana, a la Estación de la Fuerza Espacial de Cabo Cañaveral en Florida. Estos objetos eran muy grandes para ser transportados de manera segura por raíl o camión. Enviar por mar era pérdida de tiempo, costoso y arriesgado, con el peligro de dañar la carga en mares turbulentos. Pero no había un avión suficientemente grande en ese tiempo.
John M. "Jack" Conroy, un piloto retirado de la Fuerza Aérea de los Estados Unidos, y Lee Mansdorf, un vendedor y emprendedor de aeronaves formularon el concepto del Guppy una noche durante la cena. Ellos decidieron crear una compañía para manufacturar aviones de gran tamaño. Conroy contrató a Robert W. Lillibridge como vicepresidente de fabricación e ingeniería, y un equipo fue ensamblado para el proyecto. La financiación fue proporcionada por el capitalista de riesgo William Ballon, un veterano de combate de la Segunda Guerra Mundial también para el ejército británico. En 1960, Aero Spacelines empezó a trabajar en el Aeropuerto de Van Nuys, California, para transformar un Boeing 377 de pasajeros en el Pregnant Guppy.
El Programa Gemini de la NASA hizo un uso temprano del Pregnant Guppy para transportar el primer y segundo nivel del Titan II GLV desde la Martin Co. en Baltimore, Maryland, a Cabo Cañaveral, Florida. Versiones subsecuentes de la serie Guppy arrastraron el S-IVB, el tercer nivel del refuerzo de Saturno de California a Florida. [cita requerida]

En 1967, Aero Spacelines encontró dificultades financieras y fue adquirida por Unexcelled Inc. Esa corporación fue vendida a Tracor Aviation.[cita requerida] Conroy organizó una nueva compañía, Conroy Aircraft, la cual construyó más aviones para transportar carga de gran tamaño.[cita requerida]  En noviembre de 1968, la NASA había pagado a Aero Spacelines $11,591,633 dólares en contratos. Conroy cesó operaciones en 1972.
A partir de marzo de 2021, un Super Guppy seguía en operaciones. La NASA lo usa para transportar vehículos, y lo alquila a fiestas de terceros cuando no está en uso. 
A inicios de 2016, la NASA usó la aeronave para transportar la estructura principal de la cápsula de tripulantes de Orión, desde su Instalación de Fabricación de Michoud en Nueva Orleans, Louisiana, hacia el Centro Espacial Kennedy en Florida, donde la cápsula se sometió a su primer vuelo de prueba no tripulado a bordo del cohete del sistema de lanzamiento espacial. A inicios de 2016, la NASA usó esa aeronave para transportar la estructura principal de la cabina de tripulantes de Orión, desde su Instalación de Fabricación de Michoud en Nueva Orleans, Louisiana, al Centro espacial Kennedy en Florida, donde la cápsula fue sometida a su primer vuelo de prueba no tripulado a bordo del cohete del sistema de lanzamiento espacial. 
En noviembre de 2019, la NASA usó la aeronave para transportar la cápsula de Orión del Centro Espacial Kennedy al Aeropuerto de Lahm Mansfield en Ohio para pruebas térmicas y de vacío. 

## Lista de aeronaves
Aero Spacelines produjo tres modelos de aeronaves Guppy.  
- Pregnant Guppy (1962) - 1 construido

- Super Guppy (1965) - 5 construidos

- Mini Guppy (1967) - 2 construidos